# Moyen Âge du Primorié

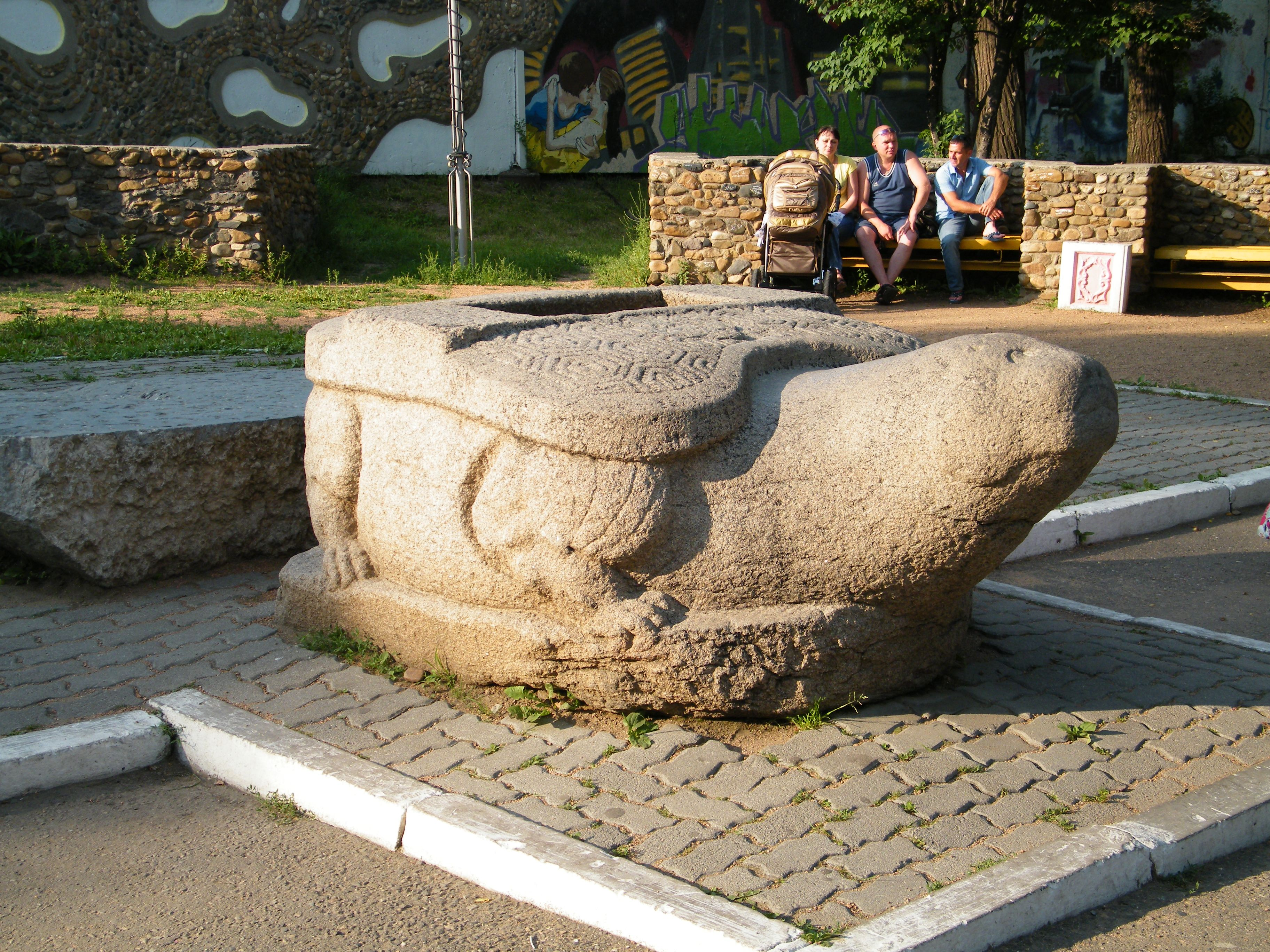
Un dragon-tortue situé dans le parc central de la ville d'Oussouriïsk.

Le Moyen Âge du Primorié désigne une période de l'Histoire du Primorié, région actuelle de l'Extrême-Orient russe, qui s'étend de l'arrivée du peuple Mohe, peuple toungouse, dans la région vers les IVe et Ve siècles de notre ère, à l'annexion du Primorié lors de la convention de Pékin en 1860 par l'Empire russe.
L'arrivée du peuple Mohe succède à la fin de la période préhistorique primorienne. Jusqu'au VIIe siècle, les Mohe vivent en tribus et sont en conflits avec les Chinois et les Coréens. À la suite de la bataille de Tianmenling en 698, ils contribuent à la formation du royaume coréen de Balhae, qui s'étend partiellement sur le Primorié. Balhae enrichit considérablement la région, mais s'effondre face aux Khitans de la dynastie Liao en 926.
La dynastie Liao doit composer tout au long de son joug sur le Primorié avec les rébellions des tribus locales, les Jürchens. Ces derniers font aussi la guerre à Goryeo, auquel ils infligent une défaite importante au tout début du XIIe siècle. Aguda, chef de la tribu Wanyan, unifie les Jürchens, fondant alors la dynastie Jin, qui règne sur tout le nord du monde chinois. Le Primorié connaît alors un âge d'Or, avec de riches cités (Xuiping, Chaïguinskoïe, etc.).
Mais avec l'invasion mongole de la dynastie Jin, le Primorié passe sous le jong mongol. La région, alors connue sous le nom de Kaiyuan, devient une région isolée, très peu peuplée et presque sans civilisation. Sous la dynastie Ming, Kaiyuan est toujours peuplé par les Jürchens, qui commencent à s'unir à travers toute la Mandchourie (y compris Kaiyuan). L'unification des Jürchens marque la création de la dynastie Qing, qui règne sur le Primorié jusqu'en 1860.
Le règne Qing est marqué par une période sombre, où la répression pousse les tribus à se réfugier en forêt. C'est alors qu'apparaissent les principales ethnies toujours existantes du Primorié : les Taz, les Goldes et les Oudihés. Mais avec la conquête de la Sibérie par les Russes, la région commence à être exploré par les Européens et les Russes. Les conflits frontaliers sino-russes empêchent la Russie de prendre le Primorié, qui la prendra deux siècles plus tard avec la convention de Pékin en 1860.

## Premiers empires

### Peuple Mohe

#### Arrivée des Mohe et mode de vie
Les Mohe (chinois : 靺鞨) sont un peuple toungouse, dont les premières mentions dans les chroniques chinoises remontent aux IVe et Ve siècles de notre ère. Ils sont apparus pendant cette époque en Mandchourie, dans la région du fleuve Amour et au Primorié. Ils seraient les descendants des Yilous et des Sushens, et pourraient aussi venir du bassin du fleuve Liao. Ils auraient été influencés en arrivant par les restes des cultures de Poltsé et d'Olga. Ils vivaient dans de petits villages, eux-mêmes réunis au sein de tribus qui comprenaient plusieurs villages. Ils étaient engagés dans l'agriculture, l'élevage, la chasse et la pêche. Ils construisaient des pirogues d'ailleurs pour cette activité.
Il y avait une hiérarchie, avec des nobles et anciens, qui recevaient des cadeaux et offrandes des autres habitants. Ils avaient des esclaves, et les Mohe faisaient du commerce avec tous les autres pays autour, dont la Chine. Les dirigeants étaient des chefs militaires, qui pouvaient organiser des raids sur leurs voisins, et devaient protéger les habitants. La transition entre un mode de vie tribal et un État est alors en cours. L'agriculture était l'un des principaux domaines d'activités des Mohe, utilisant les chevaux et les cochons pour labourer les champs.

#### Tribus Mohe et sites de peuplement
Selon les chroniques, il y avait plusieurs dizaines de tribus au VIIe siècle, dont sept célèbres et influentes ; les sumo, les gudo, les anchegu, les baishan, les haoshi, les heishui et les fune. Ces tribus ne s'immiscent pas dans les affaires des autres tribus, mais en cas d'ennemi d'extérieur militaire, elles s'unissent.

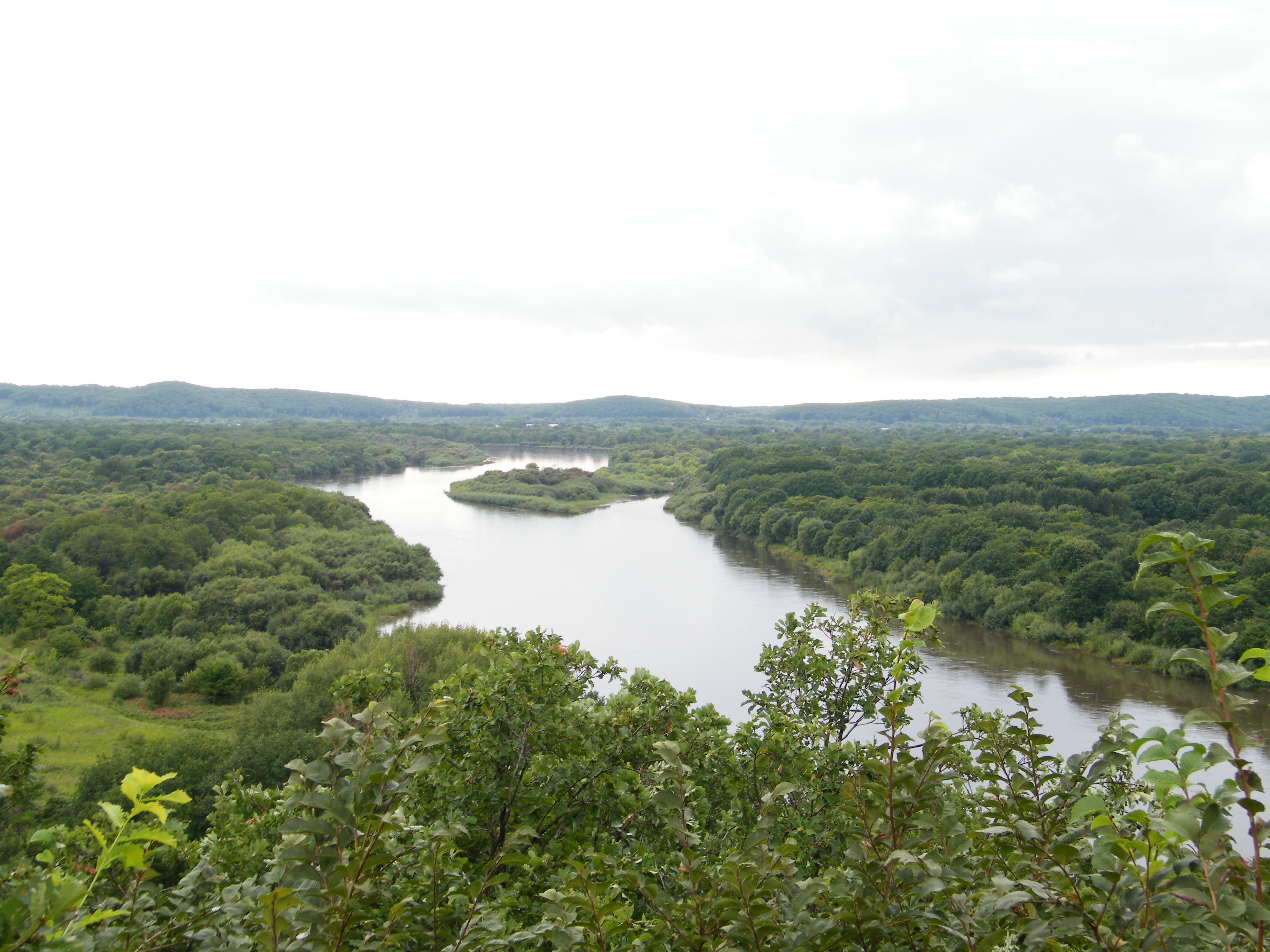
La rivière Oussouri.

Parmi ces tribus, il y avait les heishui mohe vivant dans les bassins du Sungari, de l'Oussouri et de l'Amour. Il y avait aussi au Primorié les Khaoshi Mohe, une tribu moins célèbre, qui vivait sur la côte orientale et une partie du golfe de Pierre-le-Grand. Plus de 60 sites mohe sont connus sur le territoire, dont ceux dans la plaine du Khanka (Kourkounikha, Arganovskoïe 1, Novoselichtche 1, etc.) ; ou ceux des Khaoshi, avec Monastyrka 3 ou Louzanovski. Les villages étaient fortifiés, et on a retrouvé dans ces sites une grande quantité d'armes (épées, lances, boucliers), des poteries, des objets ornementaux et des objets en bronze et fer. La vallée de la Suifen fut densément peuplée par les Mohes, avec parmi les sites ceux de Timiryazevsky, Mikhailovka et Vasilievka. Celle de Mikhaïlovka est d'ailleurs la plus grande de toute la vallée fluviale.
Les localités Mohe étaient situées à la confluence de rivières, dans un but purement militaire. Les colonies avaient des structures défensives sous la forme de remparts et de fossés sur deux ou trois rangées.

#### Les Mohe face aux Coréens et aux Chinois
En 597, l'empereur chinois Sui Wendi, contrarié de l'oppression des Mohe par le roi coréen Go Yang, reproche cette oppression à ce roi. En effet, les Mohe étaient pour certains les vassaux de l'empereur chinois. Cependant, même si certaines clans Mohe étaient leur vassaux, les relations n'étaient pas toujours au beau fixe, et en 598, les guerres Koguryo-Sui éclatent, dans lesquelles les Mohe se rangent du côté des Coréens. Ainsi, la cavalerie Mohe, soit plus de 10 000 hommes, envahit le Liaoning. C'est le côté coréen qui gagne d'ailleurs cette guerre.
En 641, les Mohe s'allient aux Coréens et aux Seyanto, et la guerre Koguryo–Tang éclate en 645. Lors du siège d'Ansi, plus de 3 000 Mohe sont enterrés vivant en représailles par la Chine vaincue par les troupes coréennes. En 668, lorsque la guerre se solde par un échec pour les Mohé, leur alliée Koguryo se désintègre, provoquant l'exil de populations de ce royaume vers la Mandchourie et le Primorié contrôlés par les Mohés. Cependant, de nombreuses tribus Mohés doivent en punition devenir vassaux de la Chine, et de nombreuses tribus Mohe se sont dispersées, mis à part les sumo mohe.
De l'autre côté de la Chine, l'Empire chinois est mis en échec par les Tibétains lors de la bataille de la rivière Dafei en 670, puis par de nombreuses autres batailles les années suivantes. Le second Khaganat turc qui vainc à mainte reprise les Chinois dans l'est et les examens impériaux causent eux aussi des troubles politiques en Chine. En 696, Li Jinzhong et Sun Wanrong, des Khitans se rebellent contre Wu Zetian, et de nombreuses populations du Liaoning fuient sur les anciennes terres de Koguryo,, dont de nombreux Mohe qui avaient passé plus de 30 ans en captivité en Chine,,.
Pour apaiser les Koguryo et Mohe, qui eux souhaitent prendre part à la révolte des Khitans, la Chine offre à Dae Jungsang (Qiqi Zhongxiang) et à Geolsa Biu (Qisi Biyu) les titres de Duc de Jin et de Xu. Biu rejeta l'offre, et fut tué par une armée chinoise menée par le général Li Kaigu. Jungsang fuit et mourut peu après. Son fils, Daejoyeong, quitta la région du Liao pour le Jilin. Là, il défit en 698 les Chinois lors de la bataille de Tianmenling. Après la défaite des Chinois, Daejoyeong se proclama roi de Jin, Jin étant le premier nom du royaume Balhae,.

### Balhae

#### La création d'un État fort
Jin s'établit ainsi en 698 sur une zone couvrant tout le nord de la Corée, certaines parties du Jilin, et dans un premier le sud-ouest du Primorié. Pendant les premières années d'existences, le royaume n'est pas accepté par la Chine, mais en 713, ils acceptent de devenir des vassaux de la Chine, scellant alors une alliance. C'est alors que le nom du royaume est changé de Jin à Balhae,.
Alors que les sumo mohe, vivant dans le nord de la Corée et dans le raïon de Khassan faisaient partie dès la création de ce royaume en 698, il n'en était pas d'autres tribus Mohe vivant sur le territoire du Primorié. Balhae a ainsi entrepris la conquête de nombreuses terres de la région, avec un assujettissement loin d'être pacifique la majorité du temps. D'après des fouilles archéologiques entreprises dans l'ouest du Primorié, des colonies Mohe ont subi des destructions durant cette époque, témoignant de la violence de la conquête. La conquête a été progressive, s'étalant de la fondation du pays jusqu'au milieu du VIIIe siècle, soit une cinquantaine d'années. Durant ce temps, les Balhae ont construit des petits forts sur les collines, puis une fois la conquête faite, des forteresses sur le territoire.
Le principal obstacle durant cette conquête, commencée en 726, fut les Heishui mohe, vivant dans les bassins du Sungari, de l'Oussouri et de l'Amour, qui souhaitaient garder leur indépendance. Les Heishui mohe, conscients de leurs faiblesses numériques face à l'armée du royaume Balhae, s'allient avec la Chine. Mais en 728, le Japon apporte son soutien aux Balhae. La guerre éclate en 732, et dure jusqu'en 735, avec les Balhae sortant victorieux, et ainsi le début de l'annexion des Heishui mohe vivant dans les bassins de l'Oussouri et du Sungari, mais pas de l'Amour. Balhae reste un vassal de jure de la Chine, mais de facto, il est totalement indépendant, pouvant gérer toutes ses affaires régaliennes. Les annexions et conquêtes continue sous le roi Da Qinmao (737 - 793), le Primorié devenant subjugué à ce royaume.

#### Divisions administratives, localités et autres sites

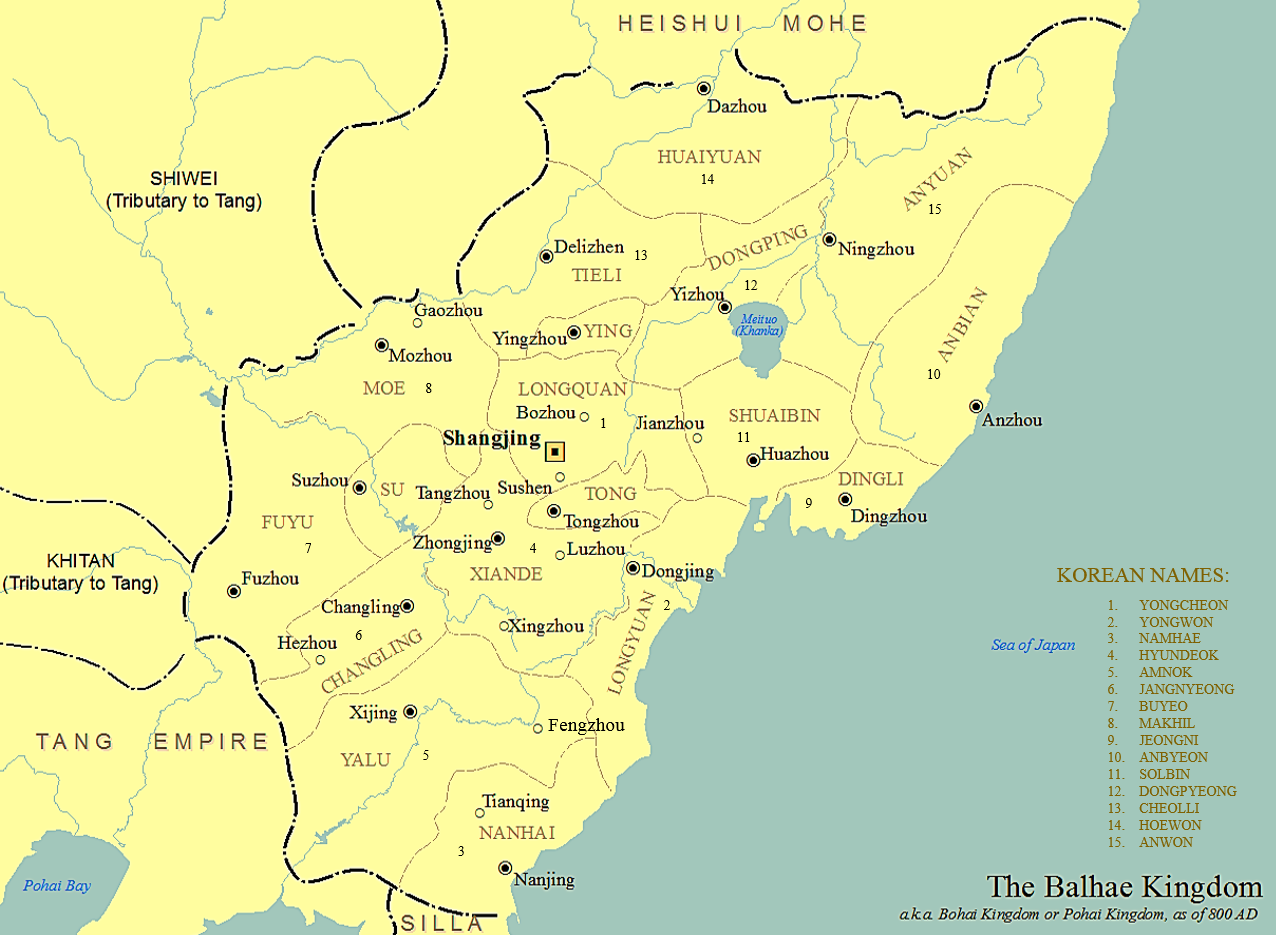
L'Empire Balhae en 800, avec ses régions et chefs-lieux.

Balhae se divise alors en 15 régions, dont 5 partiellement ou totalement sur le territoire actuel du Primorié, avec à chaque fois une capitale. Occupant le nord de la Corée et le raïon de Khassan, on retrouve la région de Longyuan, avec comme capitale Dongjing. Il y a ensuite la région du Shuiabin, avec comme capitale Yanzhou, l'ancienne Oussouriïsk, qui s'étalait sur la plaine du Khanka et de la Suifen. Le nom de Shuiabin était par ailleurs l'ancien nom du fleuve Suifen. À l'est (vers Nakhodka) se trouve la région de Dingli, avec comme capitale Dingzhou (vers Partizansk). Au nord, il y a Anzhou (vers Dalnegorsk) qui gère la région d'Anbian, s'étalant sur le littoral oriental du Primorié. Enfin, dans le cours de l'Oussouri, se trouve la région d'Anyuan, gouvernée à Ningzhou,.
Un total de 200 villes et villages du Balhae sont connus au Primorié, ainsi que quelques autres lieux religieux comme la grotte de Possiet. Les localités de Balhae étaient généralement situées sur des terres fertiles à très fort potentiel agricole dans les vallées fluviales. Plusieurs anciens temples se trouvaient dans la région, avec une architecture bouddhiste : Kopytinski, Abrikosovski, Korsakovski, Borissovskiy et de Kraskino.
| Nom                              | Périodes                  | Premières fouilles |
| -------------------------------- | ------------------------- | ------------------ |
| Kraskino                         | Balhae                    | 2015               |
| Starorejenskoï                   | Balhae                    | 1984               |
| Novogueorgievka-1                | Balhae                    | 2008               |
| Sinelnikovo-1                    | Balhae                    | 2001               |
| Nikolaïevka I                    | Balhae                    | 2014               |
| Nikolaïevka                      | Balhae                    | 1994               |
| Gorbatka                         | Balhae                    | 2001               |
| Vyssokoïe                        | Balhae                    | 2007               |
| Otradnoïe                        | Balhae                    | 2007               |
| Izvestkovaïa Sovka               | Balhae, Dongdan, Jürchens | 2015               |
| Kokcharovka-1                    | Balhae                    | 2012               |
| Kokcharovka-2                    | Balhae                    | 2007               |
| Marijanovka                      | Balhae                    | 1999               |
| Krasnaïa Sovka-2                 | Balhae                    | ?                  |
| Novogordeïevka (Krouglaïassovka) | Balhae, Dongdan           | 2002               |

#### Fonctionnement et culture

Frontières en 900 avec le royaume Balhae et les Khitans.

Balhae était un État puissant, doté d'une forte armée, et qui était à la pointe sur les connaissances scientifiques. Le roi Da Qinmao prohiba aux jeunes hommes de se marier s'ils ne s'étaient pas instruits à la maîtrise du tir à l'arc et ne s'étaient pas alphabétisés, provoquant une alphabétisation importante de la région. L'agriculture jouait un rôle important, dont au Primorié avec ses terres fertiles, où le riz, le soja et de nombreux arbres fruitiers étaient désormais cultivés. La religion s'est propagée, avec le bouddhisme chez les nobles, et le nestorianisme et chamanisme dans le reste de la population,,.

#### L'effondrement de Balhae
En 907, le Balhae rentre en guerre contre les Khitans, un peuple frontalier vivant en Mongolie et Mandchourie, après qu'ils ont fondé la dynastie Liao. Jusque-là, les Khitans étaient des vassaux des Balhae, et de nombreuses batailles s'ensuivent, où les Balhae perdent peu à peu leur territoire. En 925, le Silla s'allie avec les Khitans, et l'année suivante, la capitale Sanggyeong est assiégé, mettant fin aux Balhae,,,.

## Sous la domination chinoise

### Dynastie Liao

#### Royaume de Dongdan

Carte du Dongdan en bleu clair, englobant le Primorié.

Les Balhae vaincus, les terres du Balhae sont données au Royaume Dongdan, un État fantoche mis en place par la dynastie Liao des Khitans. Mais de nombreux Bohais n'acceptent pas la défaite, et des soulèvements éclatent à travers le royaume. En parallèle Yelü Bei, le fils de l'empereur Khitan devient le roi de Dongdan. Mais l'empereur meurt, et c'est l'autre fils ; Yelü Deguang, qui obtient la couronne. Les tensions entre les deux fils croient, et Deguang ordonne à Bei de transférer sa capitale à Liaoyang en Mandchourie en 930. Bei accepte, mais très vite, sous les conseils de l'empereur Mingzong, il fuit chez les Tang postérieurs. Le Royaume de Dongdan continue d'exister sur le papier pendant un temps,,.

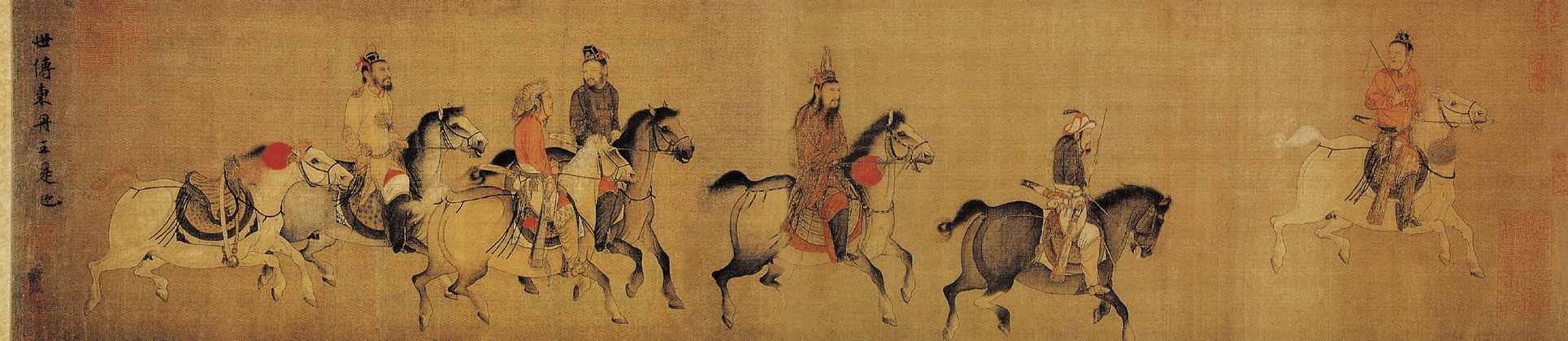
Le Roi de Dongdan va de l'avant (東丹王出行圖), rouleau, couleurs claires sur soie. 146,8 × 77.3 cm. Musée national du Palais, Taipei. Attribué à Li Zanhua (李贊華 909–946), mais il s'agit peut-être d'un artiste plus tardif.

#### Dépeuplement et par les soulèvements contre les Khitans
Pour revenir aux soulèvements, le premier de grande ampleur se passe en 929 quand des membres de la famille royale proclament le royaume des Bohai postérieurs, mais la révolte est matée par les Liao. Les Liao commencent alors à déplacer les populations Balhae, pour les désunir. En 938, le royaume de Ding'an est fondé, dans le but de restaurer Balhae, dans le nord de la Corée et raïon de Khassan, sur des terres du royaume fantoche. Et en 946, l'éruption du mont Paektu entraîne des déplacements massifs de population, qui désunissent encore plus des troupes Balhae,,. Avec de plus un décret de l'empereur Khitan ordonnant les habitants de la région à devoir s'installer dans la dynastie Liao, la région perd environ les deux tiers de ses habitants,.
La région du Primorié est ainsi devenue un territoire plus ou moins vide, avec quelques populations en périphérie d'un grand empire. De plus, la dynastie Liao a repris les fonctionnaires du royaume Balhae, afin d'éviter une nouvelle rébellion. Pendant les décennies qui s'ensuivent, la dynastie Liao et les descendants des Balhae ne s'affrontent pas, mais amassent leurs forces. En 975, les Bohai se lancent dans la conquête de Liaoyang, et dans le même temps, le royaume fantoche de Dongdan est annexé en 982. Les Bohai cherchent alors à nouer une alliance avec les Jürchens, les descendants des Mohe dont des heishui mohe. En 983, les Liao décident de mettre fin au royaume Ding'an, et conquièrent la majeure partie de leur petit territoire, mis à part certaines zones montagneuses que les cavaleries Liao ne peuvent pénétrer, épargnant les Ding'an d'une défaite complète,,.
En 985, les Khitans menèrent une nouvelle expédition contre les anciens Balhae, en détruisant le royaume rebelle Ding'an. Les survivants arrivent à faire une alliance avec les Jürchens et surtout les Chinois. Des batailles sont menées entre les Liao et les Song, mais les Liao en sortent victorieux. Puis entre 988 et 989, les Khitans envoient une nouvelle expédition, brûlant et pillant les villages et tuant les populations. Une dernière expédition eut lieu en 990, et les Balhae sont désormais sous les Liao,,.
Les Jürchens deviennent alors le principal peuple vivant sur les terres actuelles du Primorié. Des légendes expliquent leurs origines, mais l'origine la plus probable est qu'ils descendraient des Heishui mohe. Le nom des Jürchens apparaissait dans les chroniques khitanes, mais jamais celui des Heishui mohe. Ce changement de nom s'est passé au cours du IXe siècle, et au XIe siècle, le nom d'Heishui a disparu. De plus, les Jürchens seraient aussi, dans une moindre mesure; composés de Balhae, et d'autres peuples de la région. Sinon en 991, une alliance de tribus vivant dans le sud du Primorié et nord de la Corée se soulève, composée de 30 tribus, mais ils sont écrasés par les Khitans,,.

#### Révoltes au Primorié auxXIe–XIIesiècles

##### Haigean et Nagenne
Pendant la dynastie Liao, il y avait deux types de Jürchens, d'une part les pacifiques qui pouvaient occuper des fonctions d'État, et de l'autre côté les non-pacifiques, interdits de tout et devant rendre hommage à la dynastie via des offrandes. Parallèlement à ça, un clan Jürchen venant de la région de l'Amour s'efforce d'unifier les tribus Jürchens, y compris au Primorié ; le clan Wanyan, qui n'est cependant pas toujours bien accueilli. La région est à la fois contre la dynastie hégémonique et le clan. Ce clan dispose d'un chef, dit le « wanyan ».
La région de la Suifen devient ainsi un centre important de contestation du régime de la tribu Wanyan. En effet, cette tribu, même bien avant la fondation de la dynastie Jin, commence à imposer des lois et impôts aux peuples locaux. En conséquence, un chef de tribu, le wanyan Shilu (完颜石鲁), est envoyé faire une campagne militaire dans ces terres, particulièrement contre les tribus Suifen et Yelan. Shilu en sort victorieux, après une campagne difficile, qui s'est étendue de 1010 à 1021. C'est en grande partie la désunion de ces tribus qui a permis de les conquérir,.

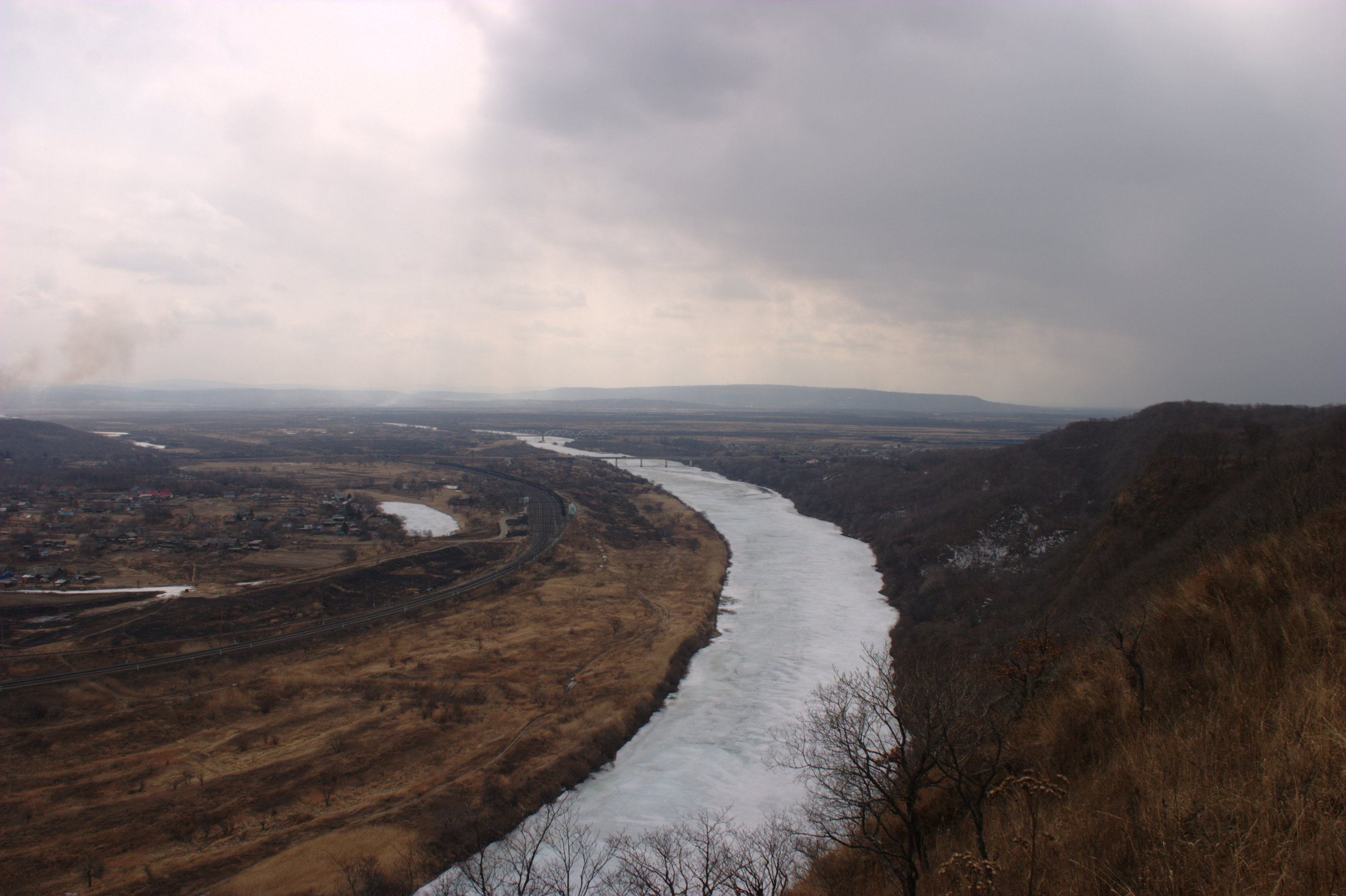
Vallée de la Suifen.

Le fils de Shilu, le wanyan Wugunai (完颜乌骨迺), chef de 1021 à 1074, mena une politique plus laxiste envers les tribus Suifen et Yelan,. Mais sous la houlette d'Helibo (完颜劾里钵), le nouveau wanyan de 1074 à 1092, les relations se sont tendues. En 1074, des tribus du littoral se sont révoltées, en attaquant le chef des Yelan qui avait conclu un accord avec le pouvoir. Mais le chef des Yelan, grâce à un détachement de 5 000 hommes, réussit à mater la révolte.
Pendant le règne du wanyan Yingge (完颜盈歌), de 1094 à 1103, wanyan qui osa placer des chefs Jürchens au Primorié à la tête des tribus, des émeutes se produisent, causées par Haigean, le chef de tribu Wazhun. Haigean conquiert le Suifen, puis une partie du Tumen, puis enfin une partie de la région de la plaine du Khanka. La tribu Wazhun devient ainsi la plus forte de la région, tout comme une autre tribu, celle de Zhide, vivant aussi dans la région de la Suifen. La conquête de ces terres était cruciale, car c'étaient les plus grandes terres fertiles du Primorié, où l'agriculture était développée tout comme l'élevage. Haigean tenait ainsi une région forte économiquement, avec aussi la prise de deux forteresses existantes depuis les Balhae ; celle de Dachgenzi (près de l'actuel Dongning, proche de la frontière russo-chinoise) et celle de Suibing. En conséquence, Yingge envoie le chef Nagenne dans la région pour reprendre l'endroit. Mais contrairement aux attentes, ce chef abuse de ses pouvoirs, et recrute des soldats pour ses causes personnelles. Une vague d'indignation et colère s'empare de la région, alors excédée. Il subjugua ensuite la plupart des tribus de la Suifen et de Yelan, mais pas dans le but de les redonner à Yingge des mains d'Haigean, mais pour lui. En conséquence, les tribus occidentales de la Suifen et de Yelan envoient leurs plaintes à Yingge contre ces évènements. Les tribus sur la rive orientale de la Suifen ne purent envoyer leurs plaintes car ils ne pouvaient pas les transmettre, les terres d'Haigean étant sur le chemin. Ainsi, lorsque les plaintes arrivent, la région est tenue par deux chefs rebelles, qui ont fait alors une union tribale, à un pouvoir déjà rebelle à la dynastie Liao.
Yingge envoie alors deux chefs militaires, Vasai et Yeha pour « examiner les plaintes ». Les deux ordonnèrent à Nagenne de retirer ses troupes situées à l'ouest de la Suifen, mais il désobéit, même s'il se replia finalement à l'est du cours d'eau, dans la forteresse d'Umai, tout en laissant des troupes à l'ouest. La décision fut défavorable d'un point de vue stratégique, car vers l'est et le nord se trouvaient les tribus Yelan, hostiles au pouvoir de Nagenne. Après plusieurs batailles, il fut tué, et Vasai conquit les terres des tribus de la Suifen. Le clan Wanyan est désormais maître sur ces terres, provoquant toujours un mécontentement des tribus Suifen.

##### Coalition Asu
Le mécontentement général des chefs Suifen mène à la création d'une union tribale avec les Yelan et les Heshile. Le chef des Heshile, Asu, prit la tête de cette coalition. Le fils de Nagenne, Dunen, et un autre chef tribal, Digudei, sont aussi aux commandes de cette coalition. Digudei régnait sur des terres allant des villages actuels de Rakovka et de Komarovka. En 1096, Luke chef de la tribu Wugulun, avec l'aide d'un certain Dongeng, attaque la tribu Wazhun, qui possède encore des terres, avec l'aide de la coalition. Les terres sont situées dans l'actuel l'okroug urbain d'Oussouriïsk, et sont stratégiques pour les allées et venues entre le littoral et la plaine du Khanka, les montagnes formant un étau avec le Suifen qui passe entre. Cependant, c'est aussi une région bien peuplée, donc difficile à conquérir. La raison principale d'un désormais clan mineur (le clan principal étant les Wanyans) était que le chef de la coalition pensait qu'attaquer les Wazhun prouverait la force de la coalition. Ainsi, les Wanyans décideraient de ne pas conquérir ces terres et donc les Suifen profiteraient d'une indépendance retrouvée. La tribu Wazhun vivait dans le cours de la Suifen, vers les actuels Oussouriïsk et Dongning ainsi que dans le raïon actuel de Khassan. Les chroniques ne racontent pas comment les assauts se sont passés, mais il est quasi certain que le premier coup est donné dans l'actuel raïon de Khassan.
En tout, 35 tribus ont rejoint la coalition, dont 14 tribus de la Suifen, alors que les batailles avaient commencé. Luke et Dong'en annonçaient leur victoire imminente, mais un autre problème surgit ; Yingge, avec l'aide de tribus Jürchens pro-Wanyan, se sont lancés contre cette coalition. Yingge a attaqué de l'ouest, Shitumen, un autre chef, de l'est. Sagai (完顏撒改), le neveu de Yingge, a assiégé le quartier général de Dong'en. Asu chercha à détruire de l'extérieur ce siège, mais Yingge détruisit cette aide. La forteresse tomba, mais Dong'en parvint à s'enfuir. Shitumen fit en sorte de détruire des escouades Suifen et celles de Digudei. Face à ces débâcles, la coalition s'est renforcée, avec plus d'hommes, mais des scissions ont aussi eu lieu. Yele, chef de la tribu Qian et proche de Dong'en, rejoignit les rangs de Sagaï, tout comme les tribus contrôlant l'estuaire du Tumen, se rangeant du côté de Yingge. Les Wanyan étaient eux aussi à court d'hommes, mais Dong'en fit une erreur qui permit la victoire aux Wanyan. Au lieu d'aller aider Luke, en difficulté, il s'attaqua à Manduhe, un chef soutenu par Shitumen qui avait capturé Dong'en. Il perdit, et les forces Suifen furent détruites. Aduga finit d'éliminer les derniers rebelles, et en 1102, Asu, le chef, s'enfuit dans les terres contrôlées par la dynastie Liao, pour tenter de créer à nouveau un soulèvement chez les Yelan et Suifen, mais ce fut sans succès.

##### Rôle des Goryeo

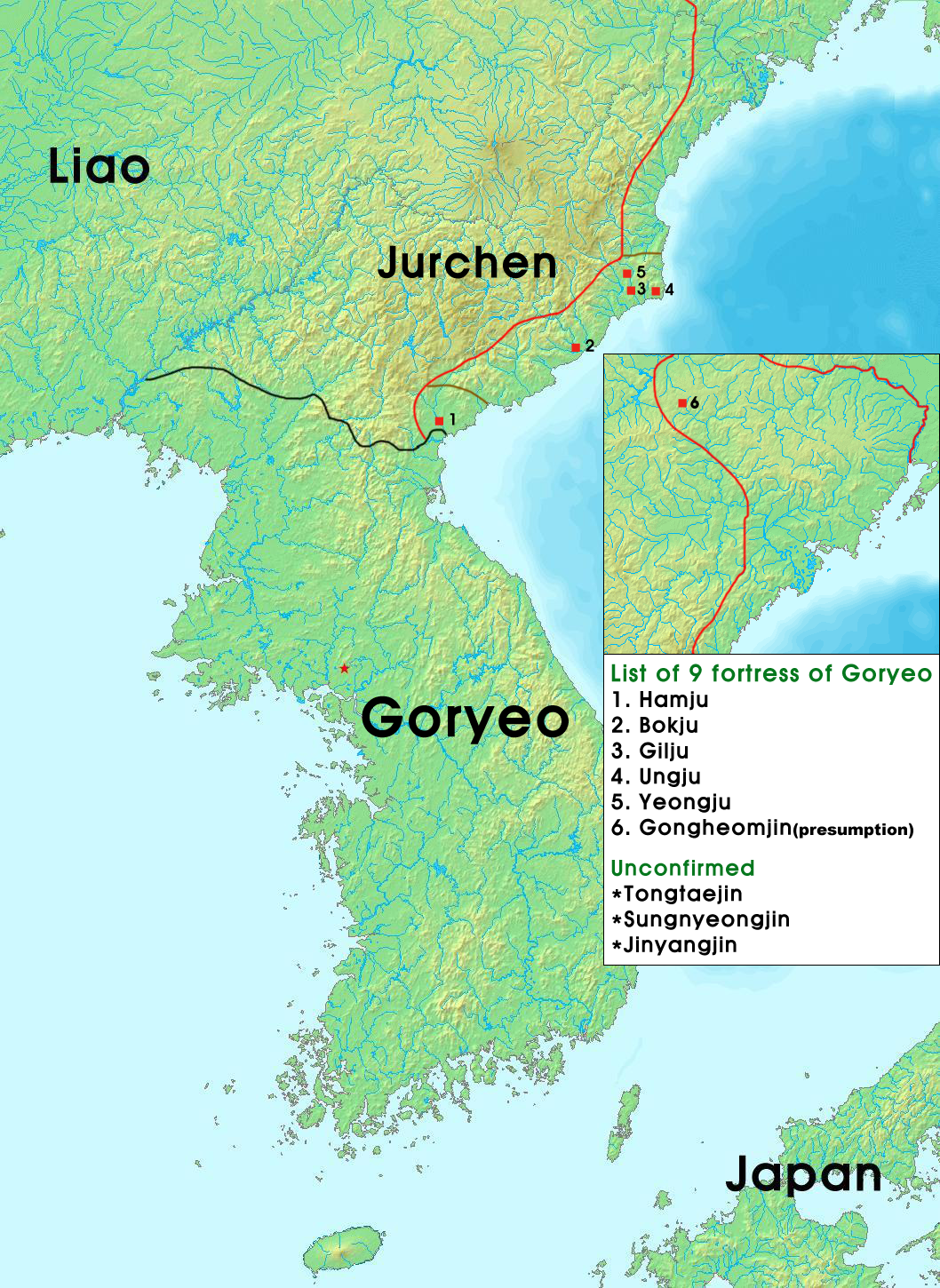
Carte de la Corée en 1108, avec les localisations confirmées des forts, dont un se situe dans le raïon de Khassan. On voit la frontière provoquée par l'arrivée des rebelles.

Asu, après être passé par des terres contrôlées par les Khitans, s'installa dans le nord du royaume Goryeo avec de nombreux rebelles, en repoussant ainsi la frontière Goryeo Jürchen vers le sud. Les Goryeo, mécontents de l'apparition d'agitateurs et possibles rivaux, décidèrent de passer par la voie diplomatique avec les Wanyan pour résoudre le problème. Cependant, les Goryeo capturèrent l'ambassadeur Jürchen et lancèrent une guerre contre les Wanyan, qui se solda par un échec, et qui ne mena à rien. En effet, Asu et ses rebelles ne s'étaient pas mêlés de la guerre, et les Wanyan ne voulaient pas proposer un retour d'eux sur leurs terres. Le règne de Wuyashu (完顏烏雅束), de 1103 à 1113, fut marqué tout comme pour Yingge par des révoltes. Les tribus de la Suifen espéraient que comme au Liaoning, le royaume Goryeo soutiendrait leur révolte à eux. Face à ces révoltes, Wuyashu envoya Wada, Washai et Valu, trois généraux pour passer cette fois-ci par la voie diplomatique. Ils se chargèrent de faire un conseil avec tous les chefs Suifen, mais certains ne vinrent pas. Le chef de la tribu Hanguo Wakho refusa, et ceux des tribus Wazhun et Zhide arrivèrent, avant de fuir car non aimés par les autres tribus. Ils furent pourchassés, et leurs terres furent prises. La tribu Wakho, vivant près du delta de la Suifen, fut assiégée et dut se rendre.
En 1107, profitant du chaos ambiant, Goryeo envoya 170 000 hommes dans le nord de la Corée et dans le sud du Primorié, soutenu par les Yelan et Suifen. Les Jürchens perdurent initialement 5 000 hommes, et le même nombre fut fait prisonnier. Wuyashu dut battre en retraite, et les Goryeo commencèrent à fortifier la région. Des remparts, avant-postes aux cols de montagne et 9 forts apparurent dans le nord de la Corée et dans le Jilin/Primorié, dont 6 transformées en puissantes fortifications, où étaient stationnés des garnisons, dans le but d'annexer et de développer fermement le territoire étranger. De nombreux paysans coréens arrivèrent dans la région, et l'armée était chargée de garder les terres. Face à ça, les Jürchens hésitent à rentrer en guerre. Leur principale crainte est que les Khitans profitent de leur affaiblissement pour reprendre leurs terres, menaçant alors en cas d'un conflit à deux front de l'effondrement complet des Jürchens. En 1109, les Jürchens rassemblèrent toutes leurs forces, Vasai lance une offensive, avec les généraux Valu et Valdai, contre les terres des Suifen et des Yelan, particulièrement au niveau de la confluence de l'Oussouri et de l'Arsenievka,.
Alors que la guerre suit son cours, les tribus Mohe rejoignirent les Jürchens dans la lutte contre les Coréens. Les Coréens, qui ne s'attendaient pas à des victoires des Jürchens, furent vaincus dans plusieurs batailles, et les Coréens restants s'enfermèrent dans les forteresses de la région. C'est alors que commença les sièges des forteresses coréennes, et les Jürchens firent construire en face d'elles des forteresses Jürchens afin de les attaquer. Les forteresses coréennes étaient surpeuplées par les troupes et les populations agricoles récemment arrivées, qui avaient fui pour se protéger derrière les murs. La communication entre les forteresses et Goryeo est coupée, l'armée coréenne se retrouvant prise au piège. Valu captura les forteresses une par une, et le royaume Goryeo réclama alors la paix. Les Jürchens acceptèrent la paix, avec en échange le retour des terres du Primorié aux Jürchens. Ils livrèrent tous les transfuges aux Coréens, et rendirent les forteresses. La ligne de défense autrefois construite par Balhae contre les Heishui-Mohe devint la ligne de démarcation. Après la défaite de Goryeo, les Helan, Suifun et d'autres chefs des tribus orientales se rangèrent du côté des Wanyan,.

### Dynastie Jin

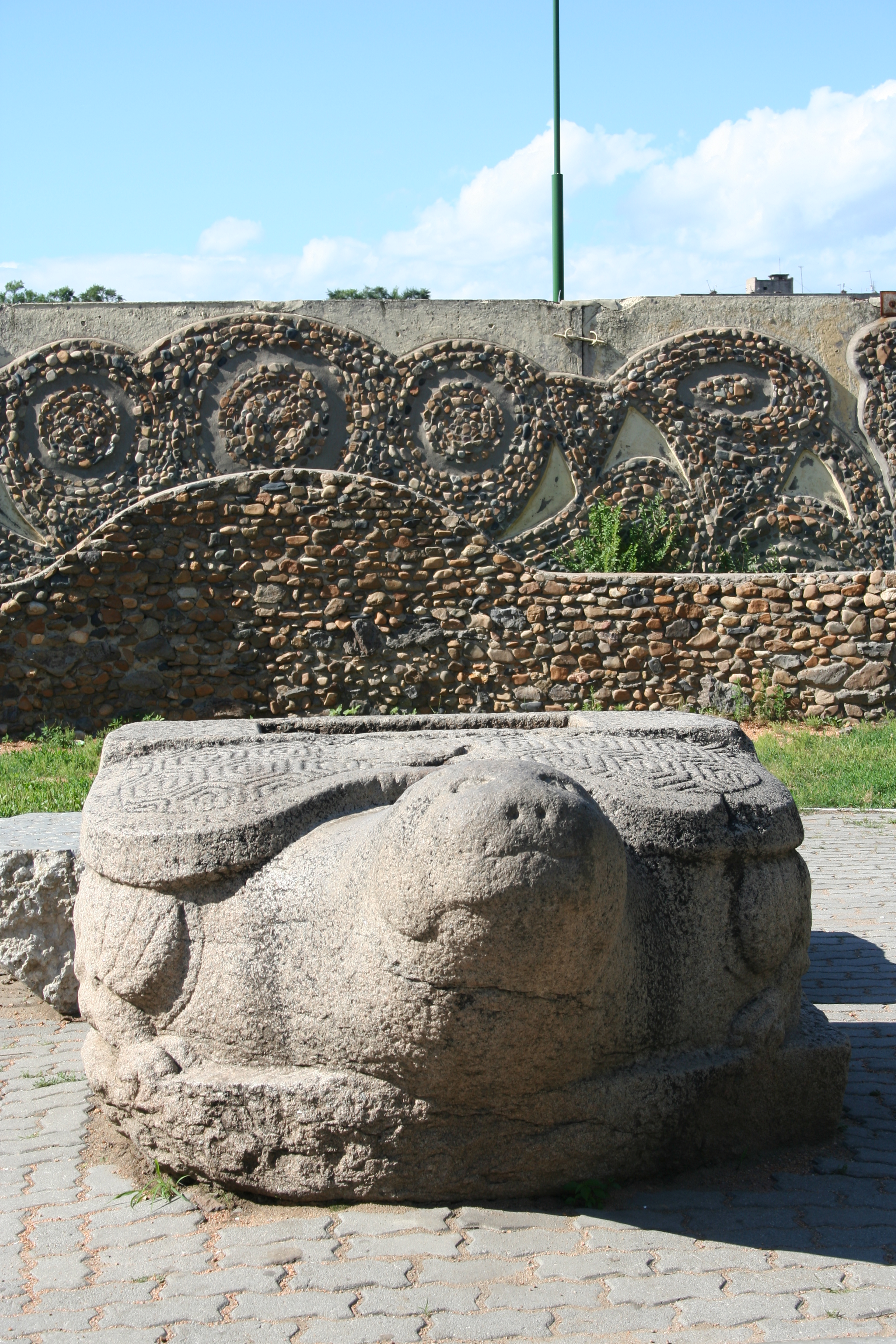
Un dragon-tortue provenant de la tombe d'Esykuy, actuellement situé dans le parc central de la ville d'Oussouriïsk.

Après que le clan Wanyan ait unifié les tribus Jürchens lors de la guerre contre Goryeo, et qu'Aguda, un chef, désobéit publiquement en 1112 à l'empereur Khitan, alors qu'il est pourtant son vassal, la révolte envers la dynastie Liao arrive. En septembre 1114, Ningjiangzhou est capturée par Jin Taizu, le chef du clan Wanyan, rentrant alors en révolte. Il se proclame en janvier suivant empereur, fondant la dynastie Jin,,,,.
De 1115 à 1121, la dynastie Song voit dans la dynastie Jin son allié naturel face à la dynastie Liao, et les deux entament des négociations. Ils scellent l'Alliance conclue en mer, qui est rompue en 1125 quand les Jin se rendent compte de la faiblesse des Song. Le nouvel empire régnant sur le nord de la Chine et le Primorié est désormais la dynastie Jin. Parallèlement, Aduga (désormais Jin Taizu) propose en 1115 à Asu de revenir dans ses terres. Pour l'empereur, cela éviterait que pendant qu'il attaque les Khitans, les tribus Suifen et Yelan décident d'à nouveau se rebeller,.
En 1122, le chef militaire Esykuy déplace son quartier militaire à Xuiping, puis en 1124 accompagné de mille soldats, dirigent des opérations dans la région pour prévenir et mater les rébellions. Jin Taizu décide de positionner à travers la zone d'autres troupes. Esykuy a installé son quartier général à Suibing, ou plus précisément en périphérie. Il ne voulait pas expulser des habitants, ce qui aurait pu recréer une révolte. Ce quartier général devient une petite ville, sur une colline, nommée en chinois Xuping, et le chef-lieu de la province éponyme, avec Esykuy comme chef de la province,. Jusqu'à sa mort, il s'efforça de reconstruire et de fortifier les anciennes forteresses de Balhae : Syupin (colonie du sud de l'Oussouri), Chite-Syupin (colonie occidentale de l'Oussouri), Krasnoïarovskoïe (vallée d'Or) et Nikolaïevskoïe sur le fleuve Suchan.
En 1148, lorsqu'Esykuy meurt, il faut attendre 1193 pour qu'un mausolée lui soit érigé. Pendant sa gouvernance, il a renforcé le pouvoir central sur quasi tout le Primorié, et a fait fleurir l'économie locale. Pendant le reste de la dynastie, le Primorié a été calme, devenant une région périphérique lointaine.

#### Une économie florissante
Néanmoins, les Jürchens du Primorié pratiquaient l'élevage du bétail et des chevaux, la chasse n'ayant alors pas de grande importance économique. Il y avait des poteries de haut niveau venant du Primorié, les habitants faisaient des ornements sur la vaisselle, avec des outils ayant permis de passer d'une production individuelle à une production destinée à un large marché. Par ailleurs, la production de cuir se développe, ainsi que la production de bois, cette dernière à un niveau élevé, avec divers fragments de scie qui ont été retrouvés de cette période.
Une autre de leurs productions était la fabrication de munitions, notamment d'obus à poudre, avec les premières traces d'obus incendiaires. Dans la colonie d'Anaievskoïe, un obus à poudre long de 16-17 cm a été retrouvé. Bien qu'existant déjà auparavant, les kang, un système de chauffage, devient omniprésent, subsistera chez les peuples autochtones d'Extrême-Orient jusqu'au début du XXe siècle. Le développement des arts décoratifs et des beaux-arts est attesté au Primorié et plus largement chez les Jürchens par des statuettes en bronze, dont plus d'une dizaine ont été retrouvées au Primorié. Le bouddhisme se répand au Primorié et chez les Jürchens. Sur le site de Nikolaïevskoïe, les restes d'un monastère bouddhiste ont été retrouvés, et à Ananievski, à Chaïguinski et à Tchougouïevka, des statues de bronze ont été retrouvés.

#### Sites de la dynastie Jin au Primorié
Sur le Primorié actuel, il y avait alors la province de la dynastie Jin de Xuipin (Subin), son centre étant la ville moderne d'Oussouriïsk. Elle comprenait trois fortifications, avec de haut remparts dans la plaine autour de la ville (sites d'Oussouriïsk-sud et d'Oussouriïsk-ouest). Le troisième site est la colline fortifiée de Krasnoïarovskoïe, qui occupait un haut éperon de plateau sur la rive droite du fleuve Suifen, au sud de la ville. Dans la ville, des tombes de nobles ont été retrouvées, mais aussi des statues en pierre de commandants et de fonctionnaires, de tigres et des béliers, ainsi que des stèles en pierre dédiées aux morts.
Dans la région, se trouvaient un grand nombre d'autres villes (Nikolaïevskoïe, Tchougouïevskoïe, Steklianoukhinskoïe entre autres). Les Jürchens s'installaient sur le site d'anciennes villes de Balhae, construisant murs, tours défensives et portes. Un des monuments uniques de cette période est la localité de Chaïguinskoïe, à environ 70 km au nord de Nakhodka, à quelques kilomètres de l'actuel village de Sergueïevka (raïon de Partizansk). Ce site était l'un des forts du sud du Sikhote-Aline, sur un éperon proche de la vallée de la rivière Ratnaïa (nommée avant 1972 Chaïga, d'où le nom du site), un affluent gauche du fleuve Soutchan. Le fort avait trois portes, des murs jusqu'à 5 mètres de haut, et qui dominait la vallée. Il y avait deux tours, et autour de la forteresse se trouvait la ville, divisée en quartiers par des remparts internes, rues et ravins. Chaque quartier correspondait à une activité professionnelle et une certaine classe sociale. Une païza en argent sur le site a été retrouvé, indiquant en écriture jurchen qu'il y avait un millier d'officiers dans la localité. Cela permet de conclure qu'il y avait au moins 1 000 habitants, et les fouilles avaient mis à jour au début des années 2000 278 habitations.
Sur ce même site a été fouillé des restes d'un grand nombre d'embarcations, des ateliers, des grands entrepôts, des réseaux étendus des rues, des quartiers, un lieu où se trouvait le quartier général du commandant militaire, plusieurs clôturées de remparts en terre, et même la ville intérieure/interdite, réservée aux personnes les plus importantes. Cela indique qu'il s'agissait d'une ville relativement grande avec population de plusieurs milliers d'habitants. Elles avaient toutes un kang, et les tailles des maisons et leur intérieur dépendaient entièrement du nombre de membres de la famille et leur statut social. Les plus grandes habitations avaient une superficie de plus de 50 m2. Les habitants étaient engagés dans l'artisanat et dans l'agriculture, avec des restes de blé, orge, sarrasin, soja, millet, kaoliang et autres qui ont été retrouvés. Ils faisaient aussi de l'élevage de chevaux et de l'élevage de porcs, de la chasse, de la pêche et de la cueillette de plantes sauvages dans la taïga.

### Xia orientaux
En 1210, une ambassade Jin arrive à la Cour de Gengis Khan, pour annoncer l'accession au trône de Jin Weishaowang et exiger des Mongols qu'ils se soumettent et deviennent un État vassal de la dynastie Jin. Les Mongols ne l'entendent pas ainsi, et l'année suivante, ils lancent l'invasion mongole de la dynastie Jin. La dynastie perd petit à petit ses territoires, et en 1212, ils prennent Mukden, une des capitales de l'Empire.

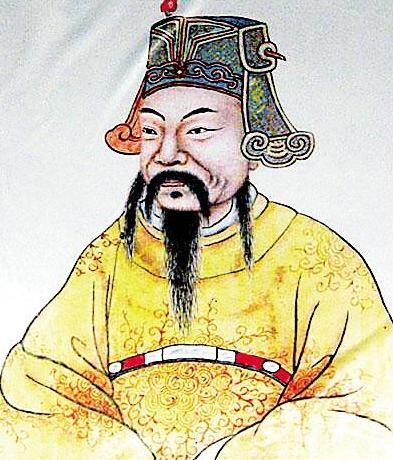
Illustration de Puxian Wannu.

En 1215, alors que les chefs militaires n'ont plus confiance en l'empereur Weishaowang, Puxian Wannu, un de ses chefs, se rebelle. Il fonde dans les terres les plus orientales de l'Empire, couvrant le Primorié et des parties du Heilongjiang et Jiling, le royaume des Jin orientaux, aussi connu sous le nom de Dongzhen. La capitale de ce nouvel État, sécessionniste, est Liaoyang. Mais lors d'une campagne, cette année-là, les Mongols capturent la capitale, et ainsi des proches de Wannu. Wannu, conscient du danger, marche avec une armée de 100 000 hommes vers Kaiyuan, où il proclame le royaume des Xia orientaux. Pour éviter la conquête du territoire par les Mongols, il se déclare vassal à Gengis Khan et il lui envoie son fils. Cependant, il fait en même temps une alliance avec les Coréens, lorsque les Khitans les envahissent, se liguant Wannu et la Corée contre ces derniers. Mais les Khitans sont des alliés des Mongols, ce qui laisse présager le pire,,. En parallèle, les Xia orientaux concluent des relations diplomatiques et commerciales avec le royaume de Goryeo, tout en maintenant des relations pacifiques avec les Mongols. Wannu décide d'ailleurs de mater des révoltes de Khitans rebelles dans les terres mongoles.
En 1230, les Mongols, excédés par les Xia orientaux et en particulier par Ningyasu, l'empereur depuis 1224 qui lance des raids contre les Mongols, se lancent dans la conquête de ceux-ci. Avec l'aide de Goryeo qui les autorisent à passer sur leur territoire, les troupes mongoles atteignent en 1233 Kaiyuan et Yanji, les capitales de l'Empire. Ils les assiègent puis les prennent. À Yanji, la capitale méridionale, ils capturent Puxian Wannu, et Ningyasu. Ce dernier passe le pouvoir en 1234 à un cousin éloigné, Chenglin, qui se pend, et le premier finit par être tué. Tous les membres de la famille royale sont capturés lors de ces prises. En 1235, quelques Jürchens tenant des forteresses résistent toujours dans le Primorié, avant de finir par être maté par les Mongols,,.
Cet empire de courte durée a permis l'arrivée de nombreux Jürchens dans le Primorié et autour, qui vivaient sur les nombreuses terres de la dynastie Jin. Puxian Wannu, en les amenant ici, a permis que le peuple ne disparaisse pas par les Mongols, et de transmettre de nombreuses techniques (agriculture, artisanat, science) aux locaux. De cet empire, l'on retrouve de nombreux sites, tous situés en montagne dans une logique défensive, comme Kaiyuan ou à Zaretchnoïe avec le Mont Senkina Shapka. On compte sur la période 1217-1233 une quarantaine de forteresses de Dongdan. Ils y avaient aussi à l'époque de nombreux remparts à travers la région. En forteresse, on trouve aussi celle Shayginskoïe, Lazovskoïe ou celle d'Ekaterinovka, les trois dans la vallée de la Partizanskaïa, et les deux premières détruites par un assaut militaire. Mais lorsque les Xia orientaux s'effondrèrent, la désolation devint la norme dans la région, les villages et forteresses souvent laissés à l'abandon, les animaux d'élevage libérés dans la nature,,. De nombreux Jürchens se réfugièrent dans la taïga, rompant tout contact avec l'extérieur.

## Le Primorié au sein d'États mongols

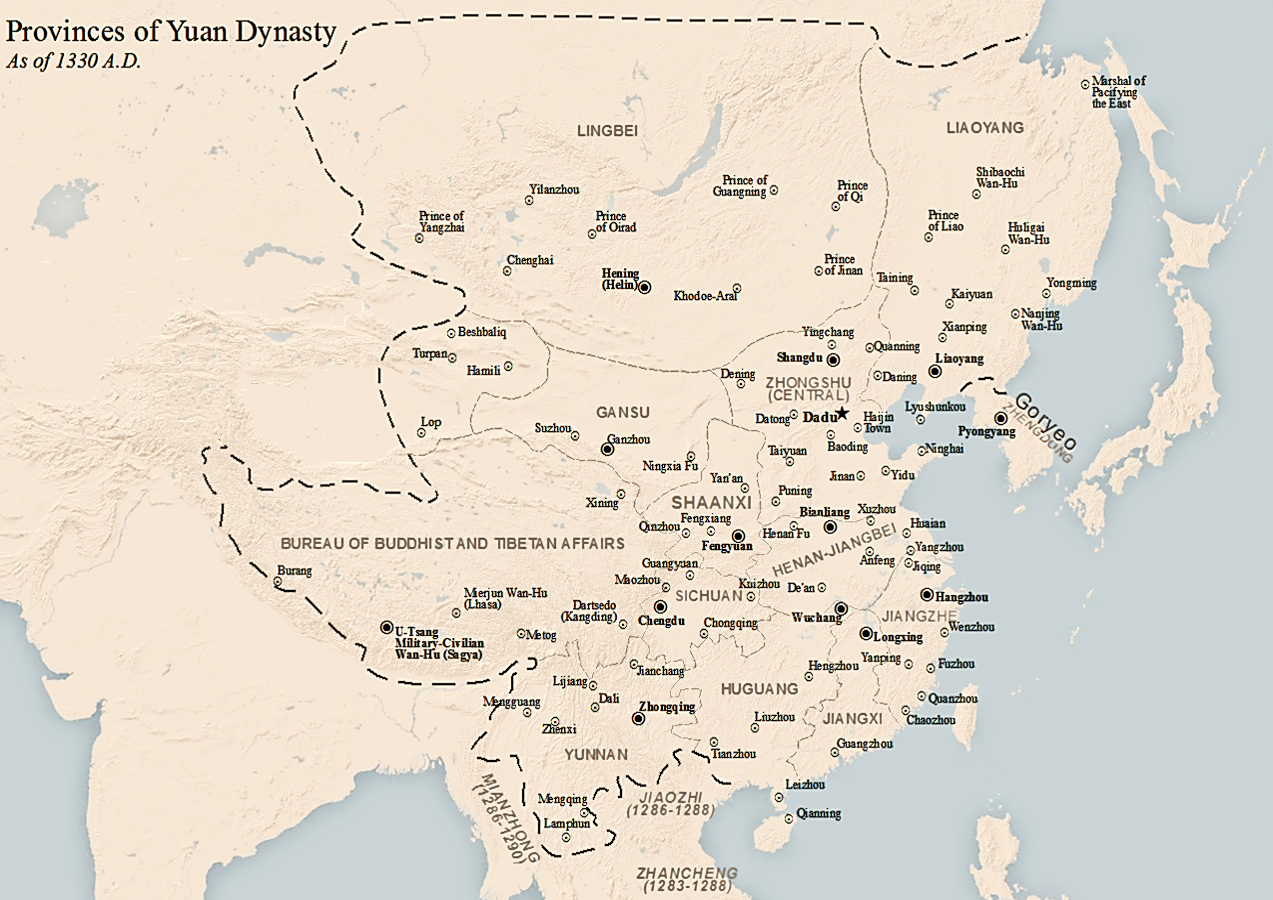
Provinces de la dynastie Yuan en 1330.

L'Empire mongol s'installa ainsi sur ces terres, et rattacha l'endroit à la région de Liaoyang. Dès 1235, l'Empire décida d'installer une garnison à Yanji et une autre à Kaiyuan, afin de pouvoir mater toute rébellion. Un soulèvement eut d'ailleurs lieu en 1245, et un commandant militaire nommé Uryangdai fut envoyé dans la région pour arrêter la rébellion. Les Jürchens récalcitrants tentèrent pendant encore environ 40 ans, provoquant des batailles, mais toujours gagnées par les Mongols.
En 1261, Kubilai Khan créa dix administrations dans la nouvellement créée région de Kaiyuan, dans le but de pacifier la région. Mais en mai 1263, la région et ses administrations sont abolies. En mars 1266, la région de Kaiyuan est recréée, puis en 1271, Kubilai Khan fonde la dynastie Yuan. La région est impactée en novembre 1280, lorsque 3 000 soldats venant de la région furent recrutés pour participer à la deuxième invasion mongole du Japon. Puis en mars 1286, la région de Kaiyuan fut à nouveau dissoute.
La défunte région de Kaiyuan est devenue sous les Mongols une région isolée, très peu peuplée et presque sans civilisation. La dynastie Yuan fit en sorte d'embaucher les artisans, ce qui a provoqué une fuite des cerveaux de la région. De nombreux guerriers Jürchens furent recrutés dans l'armée, et les Jürchens récalcitrants se sont regroupés dans de petites communautés. Les Mongols laissèrent les communautés désigner leurs chefs de communauté, profitant ainsi d'une certaine autonomie, sorte de compromis pour éviter une rébellion. En 1368, la fin de la révolte des Turbans rouges en Chine permet à la dynastie Ming de s'imposer en Chine face à la dynastie Yuan. Mais la Mandchourie n'est pas prise, et les Yuan fondent la dynastie Yuan du Nord. Cependant, les Ming mènent, en 1387, une campagne militaire en Mandchourie, qui permet la prise de contrôle de la dynastie Ming sur la Mandchourie, y compris le Primorié actuel.

## Sous la dynastie Ming

### Une multitude de tribus

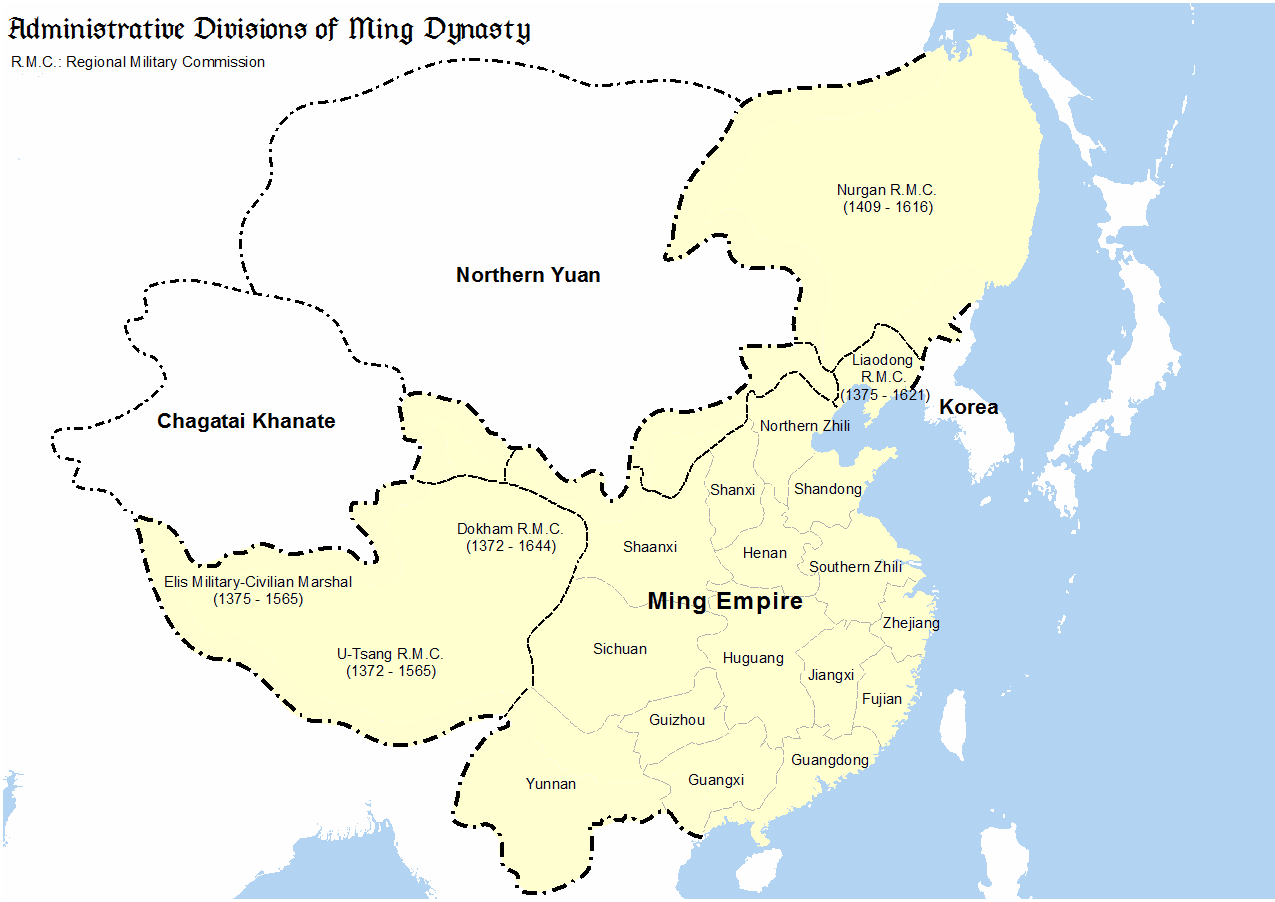
Provinces de la dynastie Ming en 1409

Après la chute de cet État mongol, les nombreux petits clans et tribus, assez faibles, dispersés à travers la région cherchent à s'unir entre elles et pour d'autres à chercher protection de la Chine ou de la Corée, qui souhaitent ces derniers soumettre les derniers Jürchens. Ces locaux étaient alors semi-nomades, faisaient de l'agriculture et du commerce, et les batailles entre tribus étaient fréquentes. Les chefs de nombreuses tribus ont envoyé des ambassades auprès de la dynastie Ming, ce qui a permis de garantir une paix avec les Chinois.
Entre 1404 et 1434, la dynastie Ming cherche pour la première fois à étendre son influence politique dans le bassin de l'Amour, avec en 1409 la création de la    commission militaire régionale de Nurgan, chargée de la Mandchouie. Ainsi, en 1411, 25 navires chinois partent en expédition le long de l'Amour, et érigent dans la vallée du fleuve Amour un sanctuaire bouddhiste, le but étant de propager leur religion. Les chinois offrirent aux locaux des cadeaux, et des chefs de tribus Jürchens furent nommés membres de la commission, afin de s'assurer de leurs loyautés. Cependant, le sanctuaire fut détruit quelques années plus tard, par des tribus récalcitrantes aux Chinois. Même si une commission existait, la région était assez indépendante, le pouvoir n'ayant aucun intérêt à imposer un pouvoir fort.
En 1491, la forteresse de Ts Zaoshan fut attaquée par la tribu  Jürchen « Nimache », capturant hommes et bétails. Ils furent pourchassés par des troupes chinoises, et le chef de la tribu fut tué quelques jours plus tard.
Les Ming ont classé les Jürchens en trois groupes ; les Jürchens Jianzhou, les Jürchens Haixi et les Jürchens Haidong ou « sauvages ». Les Jianzhou correspondent à trois tribus : les Odoli, Huligai et Tuowen. Les Haixi sont contrôlés par l'alliance Hūlun, une confédération tribale composée des Ula, Hada, Hoifa et Yehe. On sait peu de choses sur les Jürchens « sauvages », mis à part que parmi eux il y avait les tribus Donghai, Warka, Woji et Khurkha.

### Unification des Jürchens au Primorié

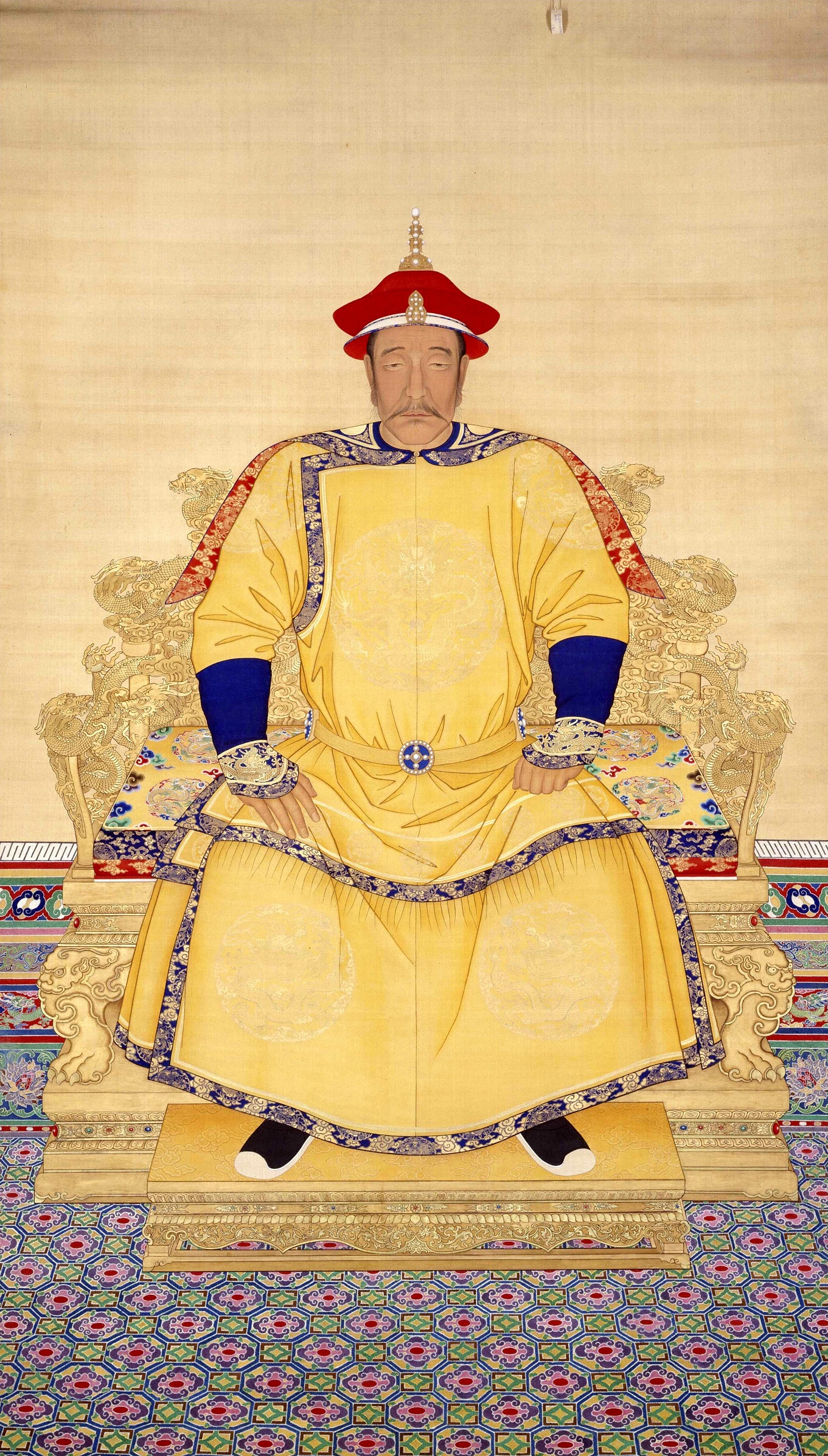
Portrait officiel de Nurhachi.

Nurhachi, le chef de la tribu Mandchukuo, commença en 1582 à unir les Jürchens. Les réussites s'enchaînent en Mandchourie, en unifiant peu à peu les Jürchens, mais le Primorié, lieu des tribus sauvages est plus compliqué. En 1593, neuf tribus, surtout Haixi, se liguent contre lui, mais il brise l'alliance. Fort de cette victoire, il commence à s'intéresser aux tribus sauvages, qu'il souhaite désormais conquérir.
En 1607, sur ordre de Nurhachi, le prince Bayala, le commandant de haut rang Eidu et l'adjudant Khurhan s'opposèrent avec un millier d'hommes aux tribus Woji. Deux ans plus tard en 1609, un détachement d'un millier de soldats dirigé par Khurhan envahi le district de Hue. Le détachement captura 2 000 familles dans la région qui furent amenées en Mandchourie,.
Puis en 1610, le général mandchou Eidu arrive dans la vallée de la Suifen avec un détachement d'un millier de soldats, et il invite à l'endroit du village actuel de Razdolnaïa (territoire de la tribu Voji/Woji), à rejoindre Nurhachi. Cette tribu vivait dans le sud du Primorié, de la Suifen jusqu'au fleuve Partizanskaïa. Ils refusèrent, et le général conquit militairement la région, capturant plus de 10 000 personnes rien que dans le district de Yelan (ou Ye Yelan, ou Yalan ; le bassin du fleuve Partizanskaïa),.
Pendant l'année 1614, 200 familles ayant déposés les armes et 1 000 autres captives sont emmenées en Mandchourie depuis les districts de Yalan (rivière Suchan) et de Xilin (la rive orientale de la baie de l'Oussouri). En 1615, les Huit Bannières ont mené une campagne contre les tribus du Primorié, tuant 800 personnes, capturant 10 000 personnes réparties en 500 familles. Enfin 1616, Nurhachi proclame la dynastie des Jin postérieurs après avoir unifié les Jürchens, et deux ans plus tard, il se lance dans la guerre contre la dynastie Ming. Le 8 février 1635, les troupes d'Ubahai et de Jingurdai se sont opposées aux tribus Warka, ont attaqué la région de Nimanya (la rivière Iman), capturant plus de 1 000 personnes.
Le 15 novembre 1635 (25 novembre dans le calendrier grégorien), les troupes Manchoues attaquent le sud du Primorié, afin de conquérir une bonne fois pour toutes l'endroit, avec 4 colonnes de soldats qui s'occupèrent de différents endroits. Le premier, sous le commandement d'Ubahai, s'installa à Eheikulun et Eleyuso ; le second, sous le commandement de Dojili, s'est déplacé vers Yalan (aujourd'hui la rivière Partizanskaïa), Lilin et Hue (rivières modernes Daubi-He et Suchan) ; le troisième, dirigé par Zhafuni, se dirigeait vers Akuli et Niman (aujourd'hui les rivières Vaku et Iman) ; le quatrième, sous le commandement d'Ushit, se rendit à Noley et Avan. Les autochtones capturés étaient constitués en cinq compagnies spéciales (nyuru), dont deux comprenaient des habitants du bassin fluvial de la Suifen et en trois les autochtones du bassin de l'Iman.

## Dynastie Qing
En 1644, Pékin est prise par les Mandchous, et la désormais dynastie Qing règne sur la Chine, dont la Mandchourie. Pendant le début du règne de Kangxi, il encourage l'installation en Mandchourie ou dans la citoyenneté des tribus du Primorié. Pour ce faire, il crée des prix avec des distinctions pour ceux arrivant à en faire rentrer que ce soit de manière pacifique ou militaire. Cela entraîne de nombreuses campagnes mandchoues dans la région, et les Jürchens demandent alors l'arrêt des combats. En effet, les villes sont attaquées, et les Jürchens fuient dans la taïga ou dans la montagne. L'agriculture est abandonnée, tout comme l'artisanat, et la chasse, cueillette et pêche redeviennent au goût du jour.
De plus, avec l'arrivée dans le Haut-Amour (oblast actuel de l'Amour et Transbaïkalie) de cosaques de Sibérie, des populations indigènes de la zone migrent vers le Primorié.

### Le Primorié dans les sources chinoises
Dans la « Description historique et géographique de la dynastie Daiqing », l'on apprend que le Primorié s'appelait à cette époque « Woji », et qu'il était habité par les Donghai-Wojibu, ce qui signifie « tribus forestières de la mer Orientale ». Sur la rive sud de la rivière Xise, selon la « Carte de la province de Jilin », se trouvait des camps de la tribu Kya-ka-la. Cette tribu de langue toungouse s'étalait de l'actuelle Vladivostok à la rivière Xise en général. Le chercheur japonais Sei Wada a contesté cette situation, la plaçant en général dans le cours supérieur de la rivière Iman. Selon ce dernier, cette tribu s'agissait des actuels Orotches et Oudihés du Sikhote-Aline, qualifiés autrefois sous la dynastie Yuan de « Jürchens sauvages ». Il y avait aussi selon des sources chinoises et russes la tribu Varka de langue toungouse, s'étalant du bassin fluvial du Tumen au cours supérieur de l'Oussouri, et peuplant le littoral y compris les îles.
Toutes les études actuelles s'accordent à dire que depuis l'invasion mongole du XIIIe siècle se trouvait sur les versants ouest et est du Sikhote-Aline deux grandes associations ethniques (ou unions tribales) parlant le toungouse, les Woji et les Varka (Warka), qui sont les ancêtres des Nanaïs, Oudihés et Orotches. Il y avait aussi, mis à part les Toungouses-Mandchous, d'autres peuples, avec des Nivkhes et des Aïnous.

### La «période sombre» causée par Kangxi et la Dynastie Qing
Néanmoins, c'est l'empereur Kangxi (1662-1722) qui eut la plus grande activité contre les tribus du Primorié. Il mit en place des récompenses pour l'organisation de campagnes militaires afin d'inciter ses généraux. Dans un livre impérial, il est  rapporté que « Au cours des premières années du règne de l'empereur Kangxi, selon le rapport le plus soumis, il était permis de décerner des récompenses aux participants aux campagnes visant à « amener à la citoyenneté » les nouveaux Mandchous dans l'ordre suivant : pour 100 familles attirées, une distinction du premier degré ; pour 80 familles, une distinction militaire du deuxième degré ; pour 60 familles, une distinction militaire du troisième degré ; pour 40 familles, une distinction militaire du quatrième degré et pour 20 familles, une distinction militaire du cinquième degré ».
Ces actions ont inévitablement forcé les tribus Toungouses et Mandchoues à se déplacer vers des endroits plus inaccessibles, particulièrement le nord du Primorié et la région du fleuve Amour. Ces déplacements étaient devenus une réponse traditionnelle de ces tribus lors de menaces extérieures. Ce trait se retrouve d'ailleurs chez les Nanaïs encore aujourd'hui, car même s'ils sont sédentaires, ils n'ont pas eu un seul lien de résidence. La distance n'est pas un problème pour les tribus, pouvant faire des trajets de l'Oussouri à l'Arsenievka, et de l'Arsenievka à l'Amour, en abandonnant à chaque fois sa fanza,.
C'est ainsi que commence la « période sombre » au Primorié des XVIe – XVIIe siècles. Le Primorié n'étaient certes pas vide, avec la population toungouse-mandchoue assez importante (tribus Woji et Warka), mais qui étaient souvent chassés de leurs terres.

### Découpage administratif sous la dynastie Qing
Sur le plan administratif, le Primorié d'aujourd'hui était réparti entre les districts (comtés) de Helinlu, Yalanlu, Suifenlu, Huelu et Nimachalu de la dynastie Qing. Le district de Helinlu comprenait la côte orientale de la baie de l'Oussouri, y compris l'actuel raïon de Chkotovo, depuis la rivière Maihe jusqu'à la baie de Vostok. Ensuite, les bassins des rivières Suchan et Suzuhe, depuis les contreforts sud de la crête du Sikhote-Aline jusqu'à la mer, formaient le district de Yalanlu. Le district de Suifenlu était lui situé dans le bassin de la Suifen et le territoire adjacent. Le district de Huelu était situé dans le bassin des rivières Daubi-He et Ulakhe, et le district de Nimachalu couvrait la rivière Iman et ses environs.
Tous les districts avaient le nom des rivières sur lesquelles ils se trouvaient. Un district représentait une zone géographique unique reliée par un système de rivières et de montagnes. Par exemple, le district de Suifenlu couvrait la Suifen et ses affluents jusqu'aux crêtes séparant les bassins.

### Explorations russes et européennes

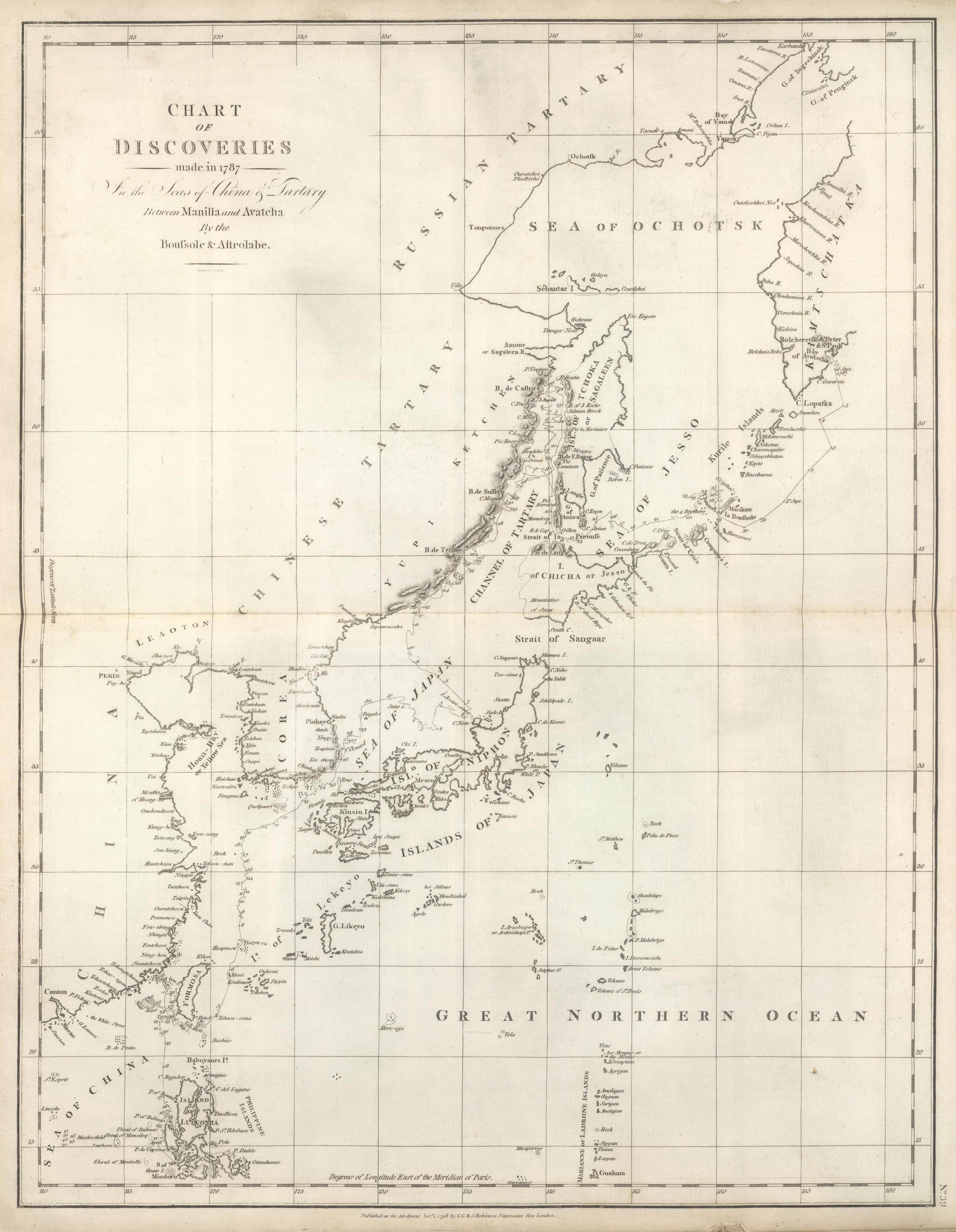
Carte des découvertes de la Pérouse, avec la côte du Primorié.

La conquête de la Sibérie par le tsarat de Russie remonte à la fin du XVIe siècle, avec la campagne d'Ermak Timofeïévitch et d'autres explorateurs vers la Sibérie (dans un premier temps Sibir) dès 1581. En 1632, Iakoutsk est fondée, alors colonie russe la plus orientale du pays. En 1636, Dmitri Iepifanovitch Kopylov part de Iakoutsk et atteint en mai 1638 la mer d'Okhotsk. Kopylov envoya ensuite Ivan Moskvitine pour explorer d'autres terres, et ce dernier avec son détachement de 30 personnes, aidé par les Evenks et Évènes comme guide, fonda une forteresse sur une rive de la mer d'Okhotsk, Okhotsk, en 1647. Il apprend ensuite l'existence par les Nivkhes d'un puissant fleuve au sud ; l'Amour, mais à cause de l'hostilité des peuples de la région, il décida de ne pas tenter une exploration.
Entre 1643 et 1646 a lieu l'expédition de Vassili Poïarkov qui navigua sur le fleuve Amour jusqu'à son embouchure, avant de retourner à Iakoutsk. Il rapporta ses observations, une description détaillée de la région et de ses peuples avec leur économie. En 1658, le lac Beloïe est atteint par les Russes, lac aujourd'hui connu sous le nom de lac Khanka.
Entre 1652 et 1689 ont lieu les conflits frontaliers sino-russes à cause de nombreuses incursions russes dans une région revendiquée par la dynastie Qing. Les Russes imposent en effet le iassak aux tribus locales, ce qui provoque la colère des Chinois. Ce sont les Chinois qui gagne, et le traité de Nertchinsk signé le 27 août 1689 (6 septembre dans le calendrier grégorien) officialise la possession de la région de l'Amour jusqu'aux monts Stanovoï au nord par les chinois,,.
En 1787, le navigateur Jean-François de La Pérouse, lors de son expédition autour du monde, cartographie l'Extrême-Orient, dont le Primorié. Le 23 juin, il mouille dans une baie qu'il nomme la baie de Ternay, du nom de son mentor Charles-Henri-Louis d'Arsac de Ternay. Cette baie est aujourd'hui celle de Terneï, avec le village homonyme. Entre 1793 et 1796, William Robert Broughton, un Anglais, répète l'expédition de La Pérouse.

## Pour approfondir